# Hong Sa-ik
Hong Sa-ik (corea:홍사익;洪思翊; Anseong, 4 de março de 1889 — Manila, 26 de setembro de 1946) foi um soldado do Exército do Império coreano e Imperial japonês, tenente-general do Exército Imperial Japonês e o mais proeminente coreano étnico a ser acusado de crimes de guerra relativos a conduta do Império do Japão na Segunda Guerra Mundial.